# 유유 (성릉후)
유유(劉由, ? ~ ?)는 전한 말기의 제후로, 초사왕의 아들이다.

## 행적
원시 원년(1년), 성릉후(成陵侯)에 봉해졌다.
성릉후 유 8년(8년), 작위가 박탈되었다.

## 출전
- 반고, 《한서》 권15하 왕자후표 下

| 선대 (첫 봉건) | 전한의 성릉후 1년 2월 병진일 ~ 8년 | 후대 (전한 멸망) |